# Tragopogon undulatus
Tragopogon undulatus — вид квіткових рослин з підродини цикорієвих (Cichorioideae).

## Поширення
Ендемік Криму, Україна.